# Гудфеллоу, Дэниел
Дэниел (Дэн) Гудфеллоу (англ. Daniel "Dan" Goodfellow; род. 19 октября 1996, Кембридж) — британский прыгун в воду, чемпион мира 2024 года в командном соревновании, призёр Олимпийских игр 2016 года, чемпионатов мира и Европы. Наиболее успешно выступает в синхронных прыжках.

## Биография
В 2013 году Дэниел стал чемпионом Европы среди юниоров в индивидуальных прыжках с десятиметрового трамплина.
Наиболее удачным для Дэниела является сезон 2016 года, когда он в паре с Томом Дейли завоевал медали трёх крупных турниров в прыжках десятиметровой вышки: «бронзу» на Олимпийских играх в Рио-де-Жанейро, «бронзу» на Кубке мира, проходившем там же в феврале и «серебро» на чемпионате Европы в Лондоне.
На чемпионате мира 2017 года этот дуэт показал четвёртый результат. Следующую награду на крупном турнире они получили только в 2018 году, когда первенствовал в своей дисциплине на Играх Содружества в Голд-Косте.
На чемпионате мира 2019 года в корейском Кванджу в паре с Джеком Ло завоевал серебро в синхронных прыжках с 3-метрового трамплина.
На чемпионате мира 2024 года в Дохе, в командном турнире, в составе сборной Великобритании, завоевал золотую медаль, став чемпионом мира. 